# Alchemilla orthotricha
Alchemilla orthotricha es una especie de planta del género Alchemilla, perteneciente a la familia Rosaceae.

## Taxonomía
Alchemilla orthotricha fue descrita por Rothm. en 1938.

## Distribución
Se encuentra en el territorio noreste de Turquía hasta el Cáucaso.